# Squaxinský ostrov
Squaxinský ostrov (angl. Squaxin Island) je ostrov v Pugetově zálivu a v jihovýchodním výběžku okresu Mason. Ostrov je indiánskou rezervací kmenu Squaxin. Než se stal indiánskou rezervací, byl to státní park. Jeho rozloha je 5 739 km² a při sčítání obyvatel v roce 2000 ho nikdo neobýval. Od Hartstenova ostrova ho odděluje Pealova úžina.